# Optime noscitis (Pio IX /2)
Optime noscitis  è una enciclica di papa Pio IX, pubblicata il 5 novembre 1855, e scritta all'Episcopato e al clero austriaco.
Il Pontefice ricorda l'importanza del Concordato stipulato tra la Santa Sede e l'Austria e sollecita una intensa azione pastorale, mediante la convocazione di sinodi diocesani e l'attenta e assidua vigilanza sulla scuola e sui libri di testo adottati.